# Mequon
Mequon é uma cidade localizada no estado norte-americano de Wisconsin, no Condado de Ozaukee.

## Demografia
Segundo o censo norte-americano de 2000, a sua população era de 21.823 habitantes.
Em 2006, foi estimada uma população de 23.600, um aumento de 1777 (8.1%).

## Geografia
De acordo com o United States Census Bureau tem uma área de
121,2 km², dos quais 119,6 km² cobertos por terra e 1,6 km² cobertos por água.

## Localidades na vizinhança
O diagrama seguinte representa as localidades num raio de 8 km ao redor de Mequon.